# عبد الله بن عبد الله بن أبي طلحة
عبد الله بن عبد الله بن أبي طلحة، أبو يحيى المدني، أخو إسحاق، وإسماعيل، وعمرو، ويعقوب بنى عبد الله، تابعي ومُحدث ثقة، توفي عام 134 هـ. روى له مسلم والنسائي.

## روايته للحديث النبوي
- روى عن: أبيه عبد الله بن أبي طلحة، وعن عمه أنس بن مالك.
- روى عنه: محمد بن عمارة بن حزم، ومحمد بن موسى الفطري، وسعيد بن عبد الرحمن الجمحي، ومصعب بن ثابت بن عبد الله بن الزبير، وعبد الله بن جعفر المديني ومعاوية بن أبي مزرد.
- الجرح والتعديل: ذكره ابن حبان في كتاب الثقات، قال يحيى بن معين: «إسحاق بن عبد الله بن أبي طلحة وأخواه إسماعيل وعبد الله ثقات»، وقال أبو زرعة الرازي والنسائي: «ثقة»، وقال أبو حاتم الرازي: «صالح»، ووثقه العجلي.[1]